# Søren Sørensen (forfatter)
 For alternative betydninger, se Søren Sørensen. (Se også artikler, som begynder med Søren Sørensen)
Søren Sørensen (født 1937 i Thisted, død 23. oktober 2018) var en dansk forfatter, oversætter og  maler.

## Familie, arbejdsliv og uddannelse
Søren Sørensen var søn af arbejdsmand Gunnar Carl Sørensen og vaskekone Elsa Karensine, f. Larsen. Han blev student fra Nakskov Gymnasium 1956, lærer fra Skårup Statseminarium 1960, ansat ved Dannelunde skole på Lolland samme år, skoleinspektør samme sted 1969 og på Sakskøbing Skole fra 1973, 1982-85 undervisningsinspektør ved direktoratet for folkeskolen, seminarer m.v., fra 1985 fri forfatter. Omfattende studier i sprog og historie. Han var gift og havde en datter og to sønner.

## Organisations- og pressevirksomhed
Redaktion af gymnasie- og seminarieblad, meddeler til lokale aviser, kronikforfatter, medarbejder ved Socialistisk Dagblad/Minavisen og redaktør af Socialistisk Folkepartis tidsskrift ”Her og Nu” (1974-78), 1994-2016 redaktør af Meddelelser fra Selskabet Bellman i Danmark. Klummeskriver i Ny Tid, finlandssvensk vänstertidning, Helsingfors  
Aktiv i Danmarks Lærerforening, Tysklærerforeningen, Socialistisk Folkeparti, Foreningen Norden, 1993- 2016 formand for Selskabet Bellman i Danmark, 1999- 2016 formand i Samrådet for de Litterære Selskaber i Danmark. Debatindlæg og kronikker i dagblade og tidsskrifter helt fra gymnasieårene .  Formand for Dansk-Svensk Forfatterselskab 2002-2006. Æresmedlem af Selskabet Bellman i Danmark, æresmedlem af Bellmansällskapet (Sverige), Æresformand i Dansk-Svensk Forfatterselskab

## Kunstnerisk virksomhed
Søren Sørensen tegnede allerede som barn, begyndte at male i gymnasietiden og debuterede på censureret udstilling (”Fynske Talenter”) 1959. Siden talrige udstillinger i ud- og indland. Repræsenteret i offentlige samlinger i Danmark og Sverige.  Som maler har han fastholdt den ekspressionistisk-fauvistiske stil fra første færd i portrætter, figurbilleder og landskaber. 
Som illustrator har Søren Sørensen virket i pressen og i bogudgivelser. 

## Litterær virksomhed
Søren Sørensen debuterede sent som forfatter med nogle ungdomsskuespil fra midten af 70’erne  og en samling essays fra 1984. I 1985 bestilte et skolebogsforlag en Nordens Historie, og året efter kom en tilsvarende henvendelse fra Nordisk Råd om en Nordens historie for voksne. 
Hans litterære produktion er præget af hans studier i det finske nationalepos Kalevala, den mangeårige beskæftigelse med den svenske digter Carl Michael Bellman og i det seneste tiår med Francesco Petrarca. Helt fra skoleårene har han været optaget af verdenslitteraturens store klassikere, men blev tidligt indfanget af nordisk litteratur. 
Det fremgår også tydeligt af hans lyrik fra de senere år. Heri finder man også stærke indtryk af nordisk natur fra Island til Finlands østgrænse, fra Nordkap til Sydlolland. Karakteristisk for store dele af hans lyriske produktion er beherskelsen af de forskelligste versemål, med forkærlighed for heksameter og sonet.  I Petrarcas Canzoniere Sangenes Bog (2011) udgør sonetterne 317 af samlingen 366 digte, og  Gløden i hjertet (2016) af samme Petrarca findes en snes heksameterdigte i gendigtning fra latin.  Digtsamlingerne Troldspejl (2008), Ellekrogselegier (2011) og Sophienholmsonetter og andre digte (2016) indeholder en lang række sonetter og en del heksameterdigte, hvortil kommer den i dansk lyrik yderst sjældne form villanelle.  
I digtsamlingen Strandlangs (2001) er halvdelen af digtene skrevet på svensk. Typisk for Søren Sørensens poesi er det, at bogens titel angiver motivkredsen: digte fra Limfjordskysten, fra Åland, Island, Middelhavsstrande og Finskebugten ud for Helsingfors.  
Carl Michael Bellmans liv og digtning danner baggrund for romanen Sisyphos i Slotsvagten (2009), Sophienholmsonetter og andre digte, har Bellman og hans værker som gennemgående motiv, skrevet som de er til den årlige Bellmankoncert ved Bagsværd Sø på Sophienholm. Et udvalg af Bellmans hovedværker Fredmans Epistlar og Fredmans Sånger er gen- og omdigtet til thybomål i Skoel, bette pieger (2000).   

### Faglitteratur
- Nordens historie fra oldtiden til 1800 (1986. Aschehoug. Kbh + Lærervejledning hertil)
- Nordens historie fra 1800 til i dag (1986. Aschehoug. Kbh + Lærervejledning hertil)
- Nordens Historie – En Folkebog (1987. Nordisk Råd/C.A.Reitzel. Kbh)
- Kekkonen – En politisk biografi (A. Reitzel. Kbh)
- Den første fugl – idéhistorie for børn (1988. Aschehoug. Kbh + Lærervejledning hertil)
- Dansk Alliancepolitik 1762-1972 (1989. DHH. Lyngby)
- Vinterkrigen i Finland 1939-40 (A. Reitzel. Kbh)
- Øerne i Østersøen – før og nu (1992. Gotlands Fornsal/Vindrose. Visby/Kbh)
- Korsbånd og stjerner (Politisk Kultur i EU og Norden. Kbh 1998)
- Danske Bellmaniana. Bibliografi, artikelindeks og diskografi 1770-1998 (Skrifter udgivet af SBiD Akademisk Forlag Kbh 1999)
- Rundt om Øresund (Forlaget Alinea København. 2003)
- Bellman i Billed og Digt (Skrifter udgivet af Selskabet Bellman i Danmark, Multivers, 2010 sammen med, Hans Lundsteen et al.)
- Tre sole er ikke for meget. Antologi med danske digte fra Italien (Forlaget Mellemgaard 2011)
- Petrarca – Liv, Værk og Virkning. Fakta og Analyse. (Multivers 2014)

### Romaner & noveller
- Himmelsmeden (Roman. Borgens Forlag)
- Kbh (med ill. af Thormod Kidde, 1988)
- Don Juans Døtre (Roman. Forl. Tellus. Kbh. 1993)
- Skrædderens enke og andre eventyr (Novellesamling, Forlaget Tellus  Kbh. 1995)
- De moderløse (Historisk roman. Forlaget Tellus Kbh. 1996)
- Sisyphos i Slotsvagten (Roman. Forlaget Multivers Kbh. 2009)

### Digte
- Strandlangs. (Digte. Förlaget Kolibri. Malmö 2001)
- Boghøkersange. Af antikvarboghandleren Havskær Havskærsilds efterladte papirer (Net-Bog-Klubben. Kbh 2001)
- Sophienholmsonetter (Forlaget Ordret 2006)
- Troldspejl og andre digte (Forfatterforlaget Attika 2008)
- Af fuld hals. Akvavitvers og -viser (Forlaget Bostrup 2009)
- Ellekrogselegier (Det Poetiske Bureaus Forlag 2011)
- Kontrapunkt  (Det Poetiske Bureau 2013)
- Sophienholmsonetter & andre digte (Det Poetiske Bureaus Forlag 2016)

Bidrag til antologier, digte i tidsskrifter og antologier

### Oversat lyrik
- Oversete oversatte (Digte fra omkring Østersøen, Net-Bog-Klubben Kbh 1997)
- Bellman, Carl Michael: Skoel, bette pieger (Forlaget Klim Århus 2000)
- Malmi, Timo: Ihmisten Maa - Menneskenes land - Inuit Nunaat (Atena Kustannus Oy Jyväskylä 2000)
- Anna S. Björnsdóttir: Mens solen stadig er fremme (Digte. Salka Forlag Reykjavík 2003)
- Francesco Petrarca: Canzoniere. Sangenes Bog. På danske vers. (Forlaget Multivers København 2005)
- Jónas Hallgrimsson: Landet er fagert. På danske vers (Dansk-Islandsk Samfund 2007)
- Jan Mårtenson: Digte indefra (Forlaget Bostrup 2009)
- Francesco Petrarca: Canzoniere (2. fuldstændige udgave. Forlaget Multivers 2011)
- Carl Michael Bellman: Digte og Sange i diverse anledninger (Ordret 2013)
- Med andre ord - Europæisk lyrikantologi 1200-1900 (Det Poetiske Bureaus Forlag 2015)
- Francesco Petrarca: Gløden i Hjertet. Epistler og Ekloger Multivers Klassiker